# Сигма Геркулеса
Сигма Геркулеса (σ Геркулеса, Sigma Herculis, σ Herculis, сокращ.  Sig Her, σ Her ) — двойная звезда в северном созвездии Геркулеса. Сигма Геркулеса имеет состоит из 2 звёзд и имеет видимую звёздную величину +4,18m. Согласно шкале Бортля, звезда видна невооружённым глазом даже на городском небе (англ. City sky). Причём первый компонент, который вносит основной в светимость звезды Сигма Геркулеса A, имеет видимую звёздную величину +4,20m, а второй, гораздо более слабый компонент, Сигма Геркулеса B, имеет видимую звёздную величину +7,70m. Однако, вторичный компонент расположен довольно близко к первичному и не может быть виден в современные телескопы напрямую, но может быть изучен с помощью спекл-интерферометрии.
Из измерений параллакса, полученных во время миссии Gaia, известно, что обе звезды удалены примерно на 251,67 св. лет (77,2 пк) от Земли. Звезда наблюдается севернее 48° ю. ш., то есть, севернее области Айсен-дель-Хенераль-Карлос-Ибаньес-дель-Кампо (Чили) и провинции Санта-Крус (Аргентина), таким образом звезда видна практически на всей территории обитаемой Земли, за исключением приполярных областей Антарктиды, а также южных областей Чили и Аргентины. Лучшее время для наблюдения, то есть время года, когда звезда максимально поджимается над горизонтом — май.
Сигма Геркулеса движется со средней скоростью относительно Солнца: её радиальная гелиоцентрическая скорость равна −11 км/с, что превышает на 10 % скорости местных звёзд Галактического диска, а также это значит, что звезда приближается к Солнцу. По небосводу обе звезды движутся на северо-запад, проходя по небесной сфере со 0,053 угловых секунд.
Средняя пространственная скорость Сигма Геркулеса имеет компоненты (U, V, W)=(−27.0, −0.8, −3.8), что означает U=−27 км/с (движется по направлению от галактического центра), V=−0,8, км/с (движется против направления галактического вращения) и W=−3,8 км/с (движется в направлении южного галактического полюса).

## Имя звезды
Сигма Геркулеса (латинизированный вариант лат. Sigma Herculis) является обозначением Байера, данным им звезде в 1603 году. Звезда имеет обозначение σ (Сигма — 18-я буква греческого алфавита), и также сама звезда — 18-я по яркости в созвездии. 35 Геркулеса (латинизированный вариант лат. 35 Herculis) является обозначением Флемстида.
Обозначения компонентов как Сигма Геркулеса AB вытекают из конвенции, используемой Вашингтонским каталогом визуально-двойных звёзд (WDS) для звёздных систем, и принятого Международным астрономическим союзом (МАС).

## Свойства кратной системы Сигма Геркулеса
Сигма Геркулеса AB — это пара двойных звёзд, в которой компоненты вращаются друг вокруг друга с периодом 2706,19 дн. и отдалены друг от друга на расстояние, по крайней мере, в 5,23 а.е. (то есть примерно на орбите Юпитера, чья большая полуось равна 5,20 а.е.). У орбиты длвольно большой эксцентриситет, который равен 0,5135, и как результат звезды то сближаются на расстояние 2,54 а.е. (то есть до орбиты астероида главного пояса Рим), то удаляются на расстояние 7,92 а.е., то есть на расстоянии, несколько меньшем на котором в Солнечной системе находится Сатурн, чья большая полуось равна 9,58 а.е. Наклонение в системе довольно велико и составляет 105,25 °, то есть Сигма Геркулеса B вращается по ретроградной орбите, как это видится с Земли.
Если мы будем смотреть со стороны Сигма Геркулеса A на Сигма Геркулеса B, то мы увидим бело-жёлтую звезду, которая светит с яркостью −24.72m, то есть с яркостью 0,16 {\displaystyle L_{\bigodot }} (в среднем, в зависимости от положения звезды на орбите). Причём угловой размер звезды будет — 0,16°, что составляет 32 % углового размера нашего Солнца. Если же мы будем смотреть со стороны Сигма Геркулеса B на Сигма Геркулеса A, то мы увидим бело-голубую звезду, которая светит с яркостью −28,22m, то есть с яркостью 3,88 {\displaystyle L_{\bigodot }} (в среднем, в зависимости от положения звезды на орбите). Причём угловой размер звезды будет — 0,5°, что составляет 100 % углового размера нашего Солнца. Более точные параметры звёзд приведены в таблице:
| | В периастре (2,54 а.е.)       | В периастре (2,54 а.е.) | В периастре (2,54 а.е.)        | В периастре (2,54 а.е.) | В апоастре (7,92 а.е.)        | В апоастре (7,92 а.е.) | В апоастре (7,92 а.е.)         | В апоастре (7,92 а.е.) |
| m | {\displaystyle L_{\bigodot }} | D°                      | {\displaystyle D_{\bigodot }}% | m                       | {\displaystyle L_{\bigodot }} | D°                     | {\displaystyle D_{\bigodot }}% |                        |
| --- | ----------------------------- | ----------------------- | ------------------------------ | ----------------------- | ----------------------------- | ---------------------- | ------------------------------ | ---------------------- |
| B→A | -29,79                        | 16,47                   | 1,03°                          | 206,0 %                 | -27.32                        | 1,69                   | 0,33°                          | 66 %                   |
| A→B | -26.29                        | 0,66                    | 0,41°                          | 81,8 %                  | -23.82                        | 0,07                   | 0,13°                          | 26.2 %                 |
| - m — видимая звёздная величина; - {\displaystyle L_{\bigodot }} — светимость, выраженная в светимостях Солнца; - D° — угловой диаметр звезды выраженный в градусах (угловой диаметр Солнца — 0,5°); - {\displaystyle D_{\bigodot }}% — диаметр звезды выраженный в процентах от диаметра Солнца; |                               |                         |                                |                         |                               |                        |                                |                        |

Звезда является переменной: во время наблюдений яркость звезды менялась на 0,03m, колеблясь между значениями 4,18m и 4,21m, без какой-либо периодичности, тип переменной также не опредёлён.
Возраст звёзд определён как 404 млн. лет, также известно, что звёзды с массой 2,60 {\displaystyle M_{\bigodot }} живут на главной последовательности порядка 689 млн. лет. Таким обозом, звезда Сигма Геркулеса A довольно станет (через 285 млн. лет) станет субгигантом, затем красным гигантом (причём на этой стадии она скорее всего поглотит компонент Сигма Геркулеса B), а затем, сбросив внешние оболочки, станет белым карликом.

### Свойства компонента A
Сигма Геркулеса A — судя по её спектральному классу B7V, звезда является бело-голубым карликом, что указывает на то, что водород в ядре звезды пока ещё служит ядерным «топливом», то есть звезда пока ещё находится на главной последовательности. Для подобных звезд характерна масса, которая равна 2,60 {\displaystyle M_{\bigodot }}.
В связи с высокой светимостью звезды её радиус может быть измерен непосредственно, и первая такая попытка была сделана в 1922 году Э. Герцшпрунгом. Однако поскольку звезда двойная, то, по-видимому, измерялся радиус самого яркого компонента. Данные об этом измерении приведены в таблице:
| Год  | m    | Спектр | D (mas) | Rабс ({\displaystyle R_{\bigodot }}) | Комм.  |
| 1922 | 4.25 | A0     | 0,60    | —                                    | [ 19 ] |
| 1972 | 4,23 | F0IV   | 0.43    | 3,1                                  | [ 20 ] |
| 1980 | 4,00 | B9V    | 0.43    | 2,3                                  | [ 21 ] |

Сейчас мы зноем, что радиус звезды равен 4,91 {\displaystyle R_{\bigodot }}, то есть изиерение 1972 года было наиболее адекватным, но занижало радиус звезды в почти 2 раза.
У звезды Сигма Геркулеса A известна поверхностная гравитация, чьё значение характерно для карликовой звезды/субгиганта —3,78 СГС или 60,26 м/с², что составляет 22 % от солнечного значения (274,0 м/с²). Светимость звезды составляет 230 {\displaystyle L_{\bigodot }}. Таким образом, звезда, по-видимому, собирается отказаться от своего водородного «горения» в ядре, если это ещё не произошло. Сейчас звезда излучает энергию со своей внешней атмосферы при эффективной температуре около 9794 К, что придаёт ей характерный бело-голубой цвет.
Сигма Геркулеса A вращяется со скоростью в 140 раз больше солнечной и равной 280 км/с, что даёт период вращения звезды, по крайней мере, — 0,91 дней. Это придает звезде форму эллипсоида вращения с экваториальным утолщением (выпуклостью), которая, по оценкам, на 18 % больше полярного радиуса.
Оболочка первичного компонента излучает избыток инфракрасного излучения, что свидетельствует о наличии остаточного диска с температурой 80 К, имеющего радиус 157 а.е.. Вторичный диск может вращаться на расстоянии между 7 и 30 а.е., его температура составляет 300 ± 100 К. Время жизни пылинок в этом внутреннем поясе по Пойнтингу-Робертсону составляет около 46 000 лет, что намного меньше возраста звезды. Следовательно, пылинок пополняются, предположительно за счет столкновений между более крупными объектами. Околозвездный газ виден на ультрафиолетовых изображениях со спутника FUSE, который, вероятно, испускается околозвездным веществом, а затем отбрасывается излучением звезды.

### Свойства компонента B
Сигма Геркулеса B — судя по её спектральному классу A9V, звезда является бело-жёлтым карликом, что указывает на то, что водород в ядре звезды пока ещё служит ядерным «топливом», то есть звезда пока ещё находится на главной последовательности. Для подобных звезд характерна масса, которая равна 1,5 {\displaystyle M_{\bigodot }}.
Для подобных звёзд характерен радиус, который равен 1,55 {\displaystyle R_{\bigodot }}. Подобная звезда должна излучать энергию со своей внешней атмосферы при эффективной температуре около 7112 К, что придаёт ей характерный жёлто-белый цвет. Светимость звезды составляет 7,5 {\displaystyle L_{\bigodot }}.

## История изучения кратности звезды
В 1971-2 у французский астроном А. Лабери и др., открылии с помощью спекл-интерферометрии на угловом расстоянии 0,067 секунд дуги спутник, то есть ими был открыт компонент B, который вошёл в каталоги как LAB 4. Однако в 1976 году, он не был обнаружен на 4-ёхметрлвлм телескопе Мэйолла. Затем двойной спектр был разрешён с помощью наблюдений за спеклами в 1986 году французским астрономом Аланом Блазитом и др. (фр. Blazit A.).
Согласно Вашингтонскому каталогу визуально-двойных звёзд, параметры этих компонентов приведены в таблице:
| Компонент | Год  | Количество измерений | Позиционный угол | Угловое расстояние | Видимая звёздная величина компонента I | Видимая звёздная величина компонента II |
| AB        | 1972 | 69                   | 179°             | 0,067″             | 4.2m                                   | 7.70m                                   |
| AB        | 1993 | 69                   | 17°              | —                  | 4.2m                                   | 7.70m                                   |
| AB        | 2008 | 69                   | 15°              | 0.1″               | 4.2m                                   | 7.70m                                   |

Обобщая все сведения о звезде, можно сказать, что у звезды Сигма Геркулеса, присутствуют следующие компоненты:
- компонент B — звезда 8-й величины, находящаяся на угловом расстоянии ~0,1 секунд дуги. В 1998 году американский астроном Ч. Мартин и др. (англ.  Martin C.) определили массы компонентов как 3,036 ± 0,714 {\displaystyle M_{\bigodot }} и 1,498 ± 0,519 {\displaystyle M_{\bigodot }} соответственно. В 2012 году российский астроном О. Ю. Мальков и др. определили массы компонентов используя динамические, фотометрические и спектроскопические методы как 6,05 ± 1,14 {\displaystyle M_{\bigodot }} и 2,57 {\displaystyle M_{\bigodot }} соответственно.